# Джонсон, Брэдли
Брэдли Джонсон (англ. Bradley Johnson; 28 апреля 1987, Хакни) — английский футболист, полузащитник «Милтон-Кинс Донс».

## Клубная карьера
В 1997 году Брэдли поступил в академию «Арсенала». Попав в одно из престижнейших футбольных мест в стране, Джонсон на протяжении пяти лет получал бесценный опыт. Ему представился шанс поиграть за несколько молодёжных команд, однако тренерский штаб не смог отметить игрока особенностями, на основе которых ему могли бы предложить дальнейшее обучение. В 2003 году Брэдли перешёл в академию клуба «Кембридж Юнайтед», где он подготовил себя к старту карьеры в профессиональном футболе.
В 2003 году Джонсон подписал соглашение с «Уолтхэм Форест». Став профессиональным футболистом, Брэдли сыграл лишь в 6 матчах за сезон. А летом 2004-го перебрался в «Кембридж Юнайтед», где некогда обучался. На протяжении одного сезона он являлся игроком клуба, за который сыграл лишь в одном матче.
Летом 2005-го Джонсон перешёл в «Нортгемптон Таун». В первом же сезоне его отдали в аренду, в «Эббсфлит Юнайтед», где он провёл полгода, сыграв в 24 матчах и забив 5 мячей. В январе 2006-го Джонсон подписал договор аренды со «Стивенидж», за который сыграл в 4 матчах. Вернувшись из аренды в «Нортгемптон», Джонсон стал одним из ключевых игроков в центре поля, сыграв за два сезона в 53 матчах и забив 8 мячей.
Летом 2008-го Брэдли стал игроком «Лидс Юнайтед», где провёл два успешных сезона. Однако их отсчет начался с 2009-го, потому как в первом же сезоне футболиста отправили в аренду в «Брайтон энд Хоув Альбион», за который он провёл 10 матчей и забил 5 мячей. За «Лидс» он выступал с 2009 по 2011 год, сыграв в 122 встречах и забив 16 мячей. Летом 2011-го Брэдли перешёл в «Норвич».